# Johan Vegelin van Claerbergen
Johan Vegelin van Claerbergen (Oldeboorn, 27 augustus 1690 - Langweer, 28 juli 1773) was grietman in de Nederlandse provincie Friesland en gedeputeerde van deze provincie.

## Leven en werk

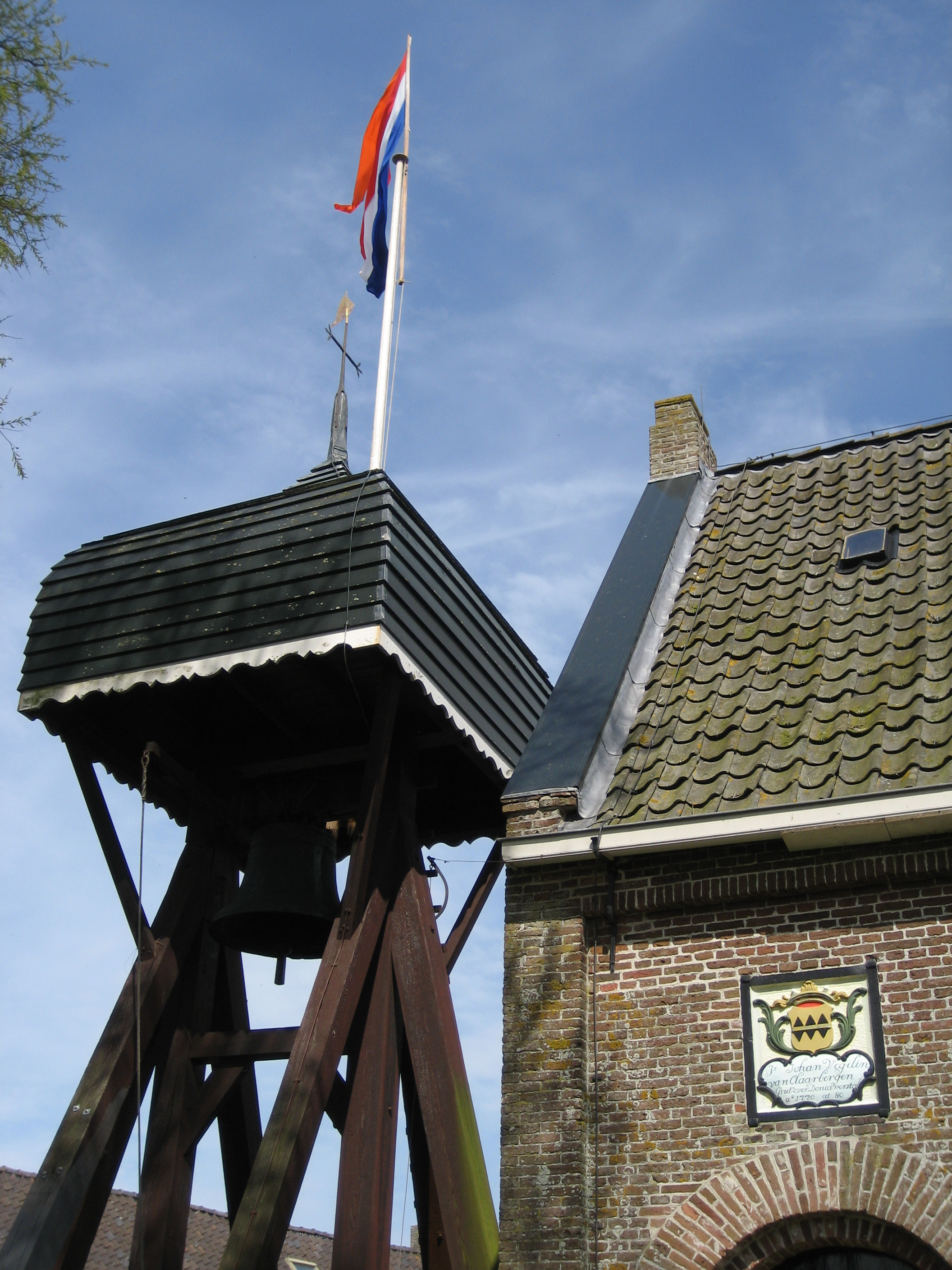
Kerk van Goingarijp

Johan Vegelin van Claerbergen (ook Vegilin van Claerbergen), lid van de familie Vegelin van Claerbergen, was een zoon van Hessel Vegelin van Claerbergen (1655-1715) en Anna Maria van Vierssen (1653-1696).
Hij verbleef evenals zijn oudste broer Philip Frederik (1685-1738) in de Zuidelijke Nederlanden waar hij op 24 april 1708 tot rentmeester van de geestelijke goederen van Kempenland in de Meierij van 's-Hertogenbosch werd aangesteld. In 1720 werd hij raadsheer in het Hof van Friesland. Op 29 maart 1722 huwde hij met Cecilia Isabella van Burum (1703-1731). In 1722 volgde hij zijn schoonvader Allard van Burum op als grietman van Doniawerstal (1722-1772). Hij woonde in Langweer. In 1731 werd hij gedeputeerde en namens Friesland afgevaardigde naar de Staten-Generaal.
Johan had interesse in het zelf maken van kaarten en kreeg onderricht van Willem Loré. In 1713 tekende hij een kaart van Herema State. Hij liet een grote wandkaart maken van de provincie Friesland. Deze kaart kwam in 1739 gereed en staat bekend als de Vegelinkaart. De collectie kaarten van het grondgebied van de grietenijen Doniawerstal en Haskerland geven een gedetailleerd beeld van de situatie in de eerste helft van de 18e eeuw. Ook publiceerde hij: Een dagverhaal van Jhr. Johan Vegelin van Claerbergen: omtrent de troubelen van het jaar 1748.
Boven de ingang van de kerk van Goingarijp staat op een gevelsteen (1770) zijn naam en het familiewapen. Na zijn overlijden in 1773 ging zijn grondbezit in Doniawerstal naar zijn kleinzoon Frans Julius Johan van Eysinga (1752-1828) en het bezit in Haskerland naar diens zuster Catharina Lucia.
- Bibliothèque nationale de France: cb15596303w (data)
- Biografisch Portaal: 22066000
- Gemeinsame Normdatei: 134137000
- International Standard Name Identifier: 0000 0000 4532 2020
- Library of Congress Control Number: no2008049436
- Nederlandse Thesaurus van Auteursnamen: 071520252
- Virtual International Authority File: 8596401
- WorldCat: E39PBJkT9YM7fmqmMjQV7qFR8C